# Karl Trebitz
Johann Christian Karl Trebitz (* 28. Februar 1818 in Jena; † 30. November 1884 in Weimar) war ein deutscher Dichter und Pfarrer.
Karl Trebitz war ein Sohn des Seifensiedermeisters Johann Traugott Trebitz (* 1782, † 17. April 1852) und seiner zweiten Ehefrau Johanna Sophie geb. Lehde. Er war in Jena von Michaelis 1836 bis Ostern 1840 als Student der Theologie eingeschrieben. Mit Studienbeginn wurde er Mitglied des akademischen Gesangvereins sowie Mitglied der Jenaischen Burschenschaft/Arminia. In seiner Zeit als Hauslehrer in Augsburg gehörte er der Augsburger Liedertafel an. Als evangelischer Pastor und Mitarbeiter Wicherns betätigte er sich in den Anfängen der Inneren Mission; im August 1849 trat er als erster Kandidat in das neu gestiftete Pensionat eines Kandidatenkonvikts im Rauhen Haus bei Wichern in Hamburg ein. Nach Abschluss seiner Tätigkeit dort als Oberhelfer war er vorübergehend auf Empfehlung Wicherns in der von Philipp und Marie Nathusius gegründeten Knabenrettungsanstalt Lindenhof bei Neinstedt als Inspektor tätig. Nach kurzer Tätigkeit in der Knabenrettungsanstalt Schloss Puckenhof bei Erlangen wurde ihm 1854 eine Pfarrstelle in Wohlmuthausen im Großherzogtum Sachsen-Weimar übertragen. Von dort ließ er sich 1860 nach Beutnitz versetzen und schließlich 1876 nach Niedergrunstedt. Mit Ende 1881 ging er in den Ruhestand. Die Familie zog dann nach Weimar und etwa Anfang 1884 nach Jena. Ende November erlitt Trebitz in Weimar einen Schlaganfall; er wurde am 4. Dezember 1884 in Jena beigesetzt.
Trebitz verlobte sich im August 1850 mit Elisabeth Frese (* 1826); die Heirat war am 13. Juli 1851. Der Ehe entstammten sechs Kinder: Elisabeth (* 1. September 1852), Heinrich (* 28. November 1853), Minna (* 11. Juli 1855), Hedwig (* 12. September 1857), Agnes (* 20. Mai 1860), Marie (23. September 1861). Die Ehefrau überlebte ihren Mann um fast vier Jahrzehnte.

## Veröffentlichungen (Auswahl)
- Ueber die Verbesserung der Lage der sogenannten arbeitenden Klassen. In: Privilegirte Jenaische Wochenblätter vom 5. und 8. Juli 1848, S. 262f. und 267f.; II. Teil in Extra-Blatt zu den Privilegirten Jenaischen Wochenblättern No. 20 vom 12. August 1848, S. 77f.
- Die socialistischen Arbeiter-Vereine in Deutschland. In: Fliegende Blätter aus dem Rauhen Hause zu Horn bei Hamburg, VI. Serie 1849, S. 349‒354, 381‒385, 401‒408.
- Simson. Jenaʼs alten und jungen Burschen gewidmet von T. Jena 1858. Digitalisat.
- Nachricht von der schrecklichen Wasserflut, genannt Thüringische Sündflut, welche am 29. Mai des Jahres 1613 die Thüringischen Lande […] heimgesucht […] hat; neu ans Licht gestellt. Jena 1863. Digitalisat.
- Trutznachtigall. Sammlung deutscher Lieder gesungen im deutschen Kriege wider Frankreich 1870. Herausgegeben von K. Trebitz. Jena 1870. Digitalisat.
- Das Wesen der Kirche nach heiliger Schrift, Geschichte und Bekenntnis, insonderheit Art. VII. der Conf. August. Eine kirchengeschichtliche Studie. (Gekrönte Preisschrift.)[10] Leipzig 1870. Digitalisat.
- Heinrich Trost. Eine Geschichte aus dem 17. Jahrhundert. Gotha 1870. Digitalisat.
- Thymian. Thiermärchen für sinnige Leser. Wolfenbüttel 1879. Digitalisat.